# Rhinium discus
Rhinium discus är en stekelart som först beskrevs av Cresson 1874.  Rhinium discus ingår i släktet Rhinium och familjen brokparasitsteklar. Inga underarter finns listade i Catalogue of Life.